# John M. Ford
John Milo "Mike" Ford (10 de abril de 1957 - 25 de septiembre de 2006) fue un escritor estadounidense de fantasía y ciencia ficción, diseñador de juegos de rol y poeta.
John M. Ford fue muy popular en la comunidad de fantasía y ciencia ficción por su contribución a la literatura fantástica, así como por su ingeniosa conversación, humor y participación en comunidades en línea del género. Compuso poemas, a menudo improvisados en formas complicadas y a menudo parodiando a Shakespeare; también escribió parodias del estilo de muchos otros autores. En la Minicon y otras convenciones de ciencia ficción realizaba el Pregunte al Dr. Mike, un espacio en el que daba respuestas humorísticas y científicas vestido con una bata de la laboratorio.

## Vida

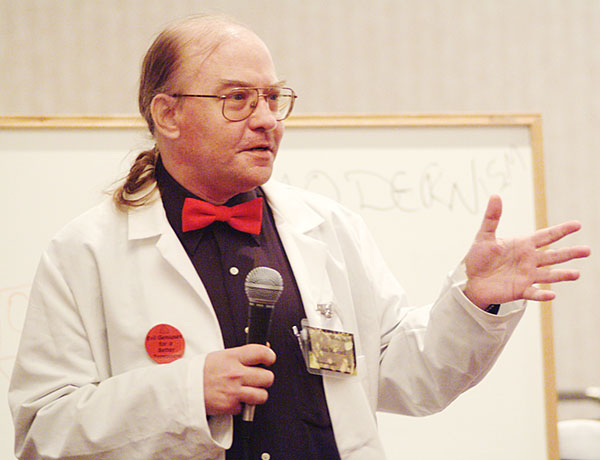
Dr. Mike en Minicon 38 en 2003.

John M. Ford nació en East Chicago, Indiana y se educó en Whiting, Indiana.
A mediados de la década de 1970 asistió a la Universidad Bloomington de Indiana, donde participó en el club de ciencia ficción universitario y en la Sociedad de Anacronismo Creativo (utilizando el nombre Miles Atherton de Grey); mientras estaba en la universidad publicó su primer relato corto en mayo de 1976: This, Too, We Reconcile, recogido posteriormente en una de sus analogías.
John dejó la universidad y se trasladó a Nueva York para trabajar en la recién creada revista Isaac Asimov's Science Fiction Magazine donde desde mediados de 1978 publicó poesía, obras de ficción, artículos y reseñas de juegos; aunque su última obra de ficción apareció allí en 1981, siguió contribuyendo frecuente durante el período 1977 - 2002. Alrededor de 1990 se trasladó a Minneápolis. Además de escribir trabajó en varias ocasiones como conserje de hospital, consultor informático, lector de correspondencia y editor copista.
John sufría complicaciones médicas debido a su diabetes desde la infancia y también debido a una disfunción renal que requería diálisis. En el año 2000 realizó un trasplante que mejoró considerablemente su calidad de vida. Fue encontrado muerto por causas naturales en su hogar de Minneápolis el 25 de septiembre del año 2006. por su compañera desde mediados de la década de 1990, Elise Matthesen.  Fue un miembro destacado de la asociación de Amigos de la Biblioteca Pública de Minneápolis, que estableció un Fondo de donación John M. Ford a su muerte
, que fue utilizado para la adquisición de nuevos libros.

## Obra
Aunque las novelas de John M. Ford son variadas en temática y estilo, en varias está el presente de la llegada a la madurez. En Web of Angels, The Final Reflection, Princes of the Air, Growing Up Weightless y The Last Hot Time, Ford escribió variaciones de este mismo tema, el descubrimiento del mundo y el lugar del individuo en él, la asunción de responsabilidad y el poder y la sabiduría para actuar y construir un mundo mejor.
Aparte de esto, John M. Ford mostraba cierta aversión a repetir temas que ya hubiera tocado antes en sus obras. Esto es quizás más notable en sus dos novelas de Star Trek, The Final Reflection (1984) y How Much for Just the Planet? (1987) The Final Reflection es la historia de un pequeño grupo de Klingons que quieren evitar una guerra entre su Imperio y la Federación de Planetas, mientras los personajes habituales de la serie son relegados a apariciones secundarias de trasfondo (Esta novela también presentó el lenguaje ficticio klingon). En How Much for Just the Planet?, la tripulación de la nave estelar Enterprise (sin Spock) compite con una tripulación klingon por el control de un planeta, cuyos colonos no están contentos con la situación y defienden su paz de formas ingeniosas, lo que pronto pasa a convertirse en una farsa. Ambas novelas presentan a los klingon desde una perspectiva más positiva, no sólo como el villano recurrente de la saga al mismo tiempo que ofrecía variaos indicios de que la Federación de Planetas Unidos no era una utopía tan desinteresada y armoniosa como aparecía en la serie de televisión.
Mientras que otros muchos escritores desarrollaron un estilo propio e identificable en muchas de sus obras, John M. Ford siempre sorprendió por su habilidad para utilizar una gran variedad de estilos diversos en función del escenario, los personajes y las situaciones sobre los que había decidido escribir. John Clute lo expresó en 1993 en La enciclopedia de ciencia ficción: "En dos década de carrera, parece que JMF no está dispuesto o no es capaz de crear un estilo o tono definido; pero su originalidad es evidente, una energía dinámica surge de todo lo que escribe y su carrera sigue siendo novedosa." Esta actitud podría haber limitado sus lectores, pero siempre fue muy respetado entre sus compañeros escritores, editores, críticos y fanes. Robert Jordan, uno de los amigos íntimos de Ford lo consideraba "el mejor escritor de América -salvo ninguno". Neil Gaiman consideraba a Ford "mi mejor crítico y el mejor escritor que he conocido." Patrick Nielsen Hayden dijo "La mayor parte de la gente normal tiene la ligera sensación de que algo grande y superinteligente y sobrehumano se encuentra ante ellos...existe un momento en que básicamente la trama se vuelve tan enmarañada y compleja que nos supera a todos."

### Libros
- Web of Angels (1980, Pocket Book], ISBN 0-671-82947-5; 1992, Tor Books, ISBN 0-8125-0959-5), una exploración temprana de los tópicos del cyberpunk.
- The Princes of the Air (1982, Pocket Books, ISBN 0-671-44482-4; 1991, Tor Books, ISBN 0-8125-0958-7), una novela de space opera.
- The Dragon Waiting (1983, Timescape Books, ISBN 0-671-47552-5; 1985, Avon Books, ISBN 0-380-69887-0; 2002, Gollancz, ISBN 0-575-07378-0), a Una historia alternativa de fantasía, que combina vampiros, los Médici y la compleja política de Inglaterra durante los reinados de Eduardo IV y Ricardo III; ganadora del Premio World Fantasy 1984 a la mejor novela. Traducida al español por Albert Solé, Martínez Roca, Barcelona 1986. ISBN 84-270-1067-2.
- The Final Reflection (1984, Pocket Books, ISBN 0-671-47388-3; 1985, Ultramarine, ISBN 0-318-37547-8; 1985, Gregg Press, ISBN 0-8398-2885-3; 1991, Pocket Books, ISBN 0-671-74354-6; 2004, Pocket Books, ISBN 0-7434-9659-0 [omnibus edition]), una novela de Star Trek.
- How Much for Just the Planet? (1987, Pocket Books, ISBN 0-671-62998-0; 1990, ISBN 0-671-72214-X; 1991, ISBN 0-671-03859-1), una novela de Star Trek
- The Scholars of Night (1988, Tor Books, ISBN 0-312-93051-8; 1989, ISBN 0-8125-0214-0), una novela de suspense ambientada en la Guerra Fría, que gira en torno al hallazgo de una obra inédita de Christopher Marlowe.
- Casting Fortune (1989, Tor Books, ISBN 0-8125-3815-3), una colección de historias ambientadas en el mundo de Liavek, reedita: "A Cup of Worrynot Tea" and "Green Is the Color" y publica la historia original "The Illusionist"
- Fugue State (1990, Tor Books, ISBN 0-8125-0813-0), una versión extendida de la novela del mismo nombre.
- Growing Up Weightless (1993, Bantam Spectra, ISBN 0-553-37306-4; 1994, ISBN 0-553-56814-0),una historia ambientada en una colonia humana en la Luna; ganadora conjunta del Premio Philip K. Dick 1993.
- Timesteps (1993, Rune Press), a selección de poemas.
- From the End of the Twentieth Century (1997, NESFA Press, ISBN 0-915368-74-9, ISBN 0-915368-73-0), una colección de relatos cortos, poesía y ensayos.  (enlace roto disponible en Internet Archive; véase el historial, la primera versión y la última).
- The Last Hot Time (2000, Tor Books, ISBN 0-312-85545-1; 2001 paperback, ISBN 0-312-87578-9), una historia de fantasía y magia urbana ambientada en Chicago.
- Heat of Fusion and Other Stories (2004, Tor Books, ISBN 0-312-85546-X), una colección de relatos cortos y poesía, finalista del Premio World Fantasy en el año 2005.

Con Darrell Sschweitzar y George H. Scithers, John M. Ford coescribió  On Writing Science Fiction (The Editors Strike Back!) (1981, Owlswick Press, ISBN 0-913896-19-5; Wildside Press 2000, ISBN 1-880448-78-5), un manual de consejos para escritores ilustrado con historias cortas. ().

### Algunos relatos cortos y otras obras
- "A Cup of Worrynot Tea" en Liavek: The Players of Luck (1986, editado por Emma Bull y Will Shetterly)
- "Green Is the Color", "Eel Island Shoals" (canción), "Pot-Boil Blues" (canción) in Liavek: Wizard's Row (1987, editado por Emma Bull y Will Shetterly)
- "Riding the Hammer" en Liavek: Spells of Binding (1988, editado por Emma Bull y Will Shetterly)
- "The Grand Festival: Sestina" (poema), "Divination Day: Invocation" (poema), "Birth Day: Sonnet" (poema), "Procession Day/Remembrance Night: Processional/Recessional" (poema), "Bazaar Day: Ballad" (poema), "Festival Day: Catechism" (poema), "Restoration Day: Plainsong" en Liavek: Festival Week (1990, editado por Emma Bull y Will Shetterly)
- "Scrabble with God", IASFM October 1985, reeditado From the End of the Twentieth Century.

John M. Ford publicó una gran variedad de relatos cortos y poesía, que son esencialmente parodias fantásticas, o relatos que revelan una gran comprensión de las fragilidades y emociones humanas. Su poema "Winter Solstice, Camelot Station" ganó el Premio World Fantasy a la mejor obra corta en 1989.
Ford también escribió algunos cuentos infantiles bajo seudónimo que no hizo públicos y dos libro juegos para niños con el nombre de Michael J. Dodge (Star Trek: Voyage to Adventure, 1984) y Milo Dennison (The Case of the Gentleman Ghost, 1985).
Ford también escribió tres números del cómic Captain Confederacy, de historia alternativa a finales de la década de 1980 y escribió el número 10 de Driving North.
También contribuyó al mundo de Rober Jordan: La rueda del tiempo dibujando algunos de los mapas (2001, Tor Books, ISBN 0-312-86936-3).

### Juegos
- The Yellow Clearance Black Box Blues (1985, West End Games, ISBN 0-87431-027-X), una aventura para el juego de rol Paranoia.
- GURPS Time Travel con Steve Jackson (1991, Steve Jackson Games, ISBN 1-55634-115-6), un suplemento para el juego de rol GURPS sobre viajes en el tiempo.
- GURPS Y2K con Steve Jackson y otros. (1999, Steve Jackson Games, ISBN 1-55634-406-6), un suplemento para GURPS sobre el fin del milenio y el efecto 2000.
- GURPS Traveller: Starports (2000, Steve Jackson Games, ISBN 1-55634-401-5), un suplemento para GURPS Travellers.
- GURPS Infinite Worlds con Steve Jackson y Kenneth Hite (2005, Steve Jackson Games, ISBN 1-55634-734-0), un suplemento para GURPS.

Además J. M. Ford escribió los manuales Klingon para el juego de rol de Star Trek de FASA., y varios artículos y reseñas sobre juegos de rol que aparecieron en  Autoduel Quarterly, Pyramid], Roleplayer, Space Gamer, ay Journal of the Travellers' Aid Society.
En The Final Reflection describió un juego parecido al ajedrez jugado por los Klingons, klin zha, que ha sido adoptado por los fanes.

## Premios
- 2005 Premio Origins al mejor suplemento de rol del año por GURPS Infinite Worlds 4th Edition
- 1998 Premio Minnesota Book a Fantasía y Ciencia ficción  – From the End of the Twentieth Century
- 1993 Premio Philip K. Dick porGrowing Up Weightless
- 1991 Premio Origins al mejor suplemento de rol por GURPS Time Travel
- 1989 Premio World Fantasy a la mejor obra corta por "Winter Solstice, Camelot Station" (en Invitation to Camelot, editado por  Parke Godwin)
- 1989 Premio Rhysling al mejor poema largo también por "Winter Solstice, Camelot Station"
- 1985 Premio Origins al mejor suplemento de rol por  The Yellow Clearance Black Box Blues
- 1984 Premio World Fantasy a la mejor novela por  The Dragon Waiting

### Textos de Ford online
- Mike Ford: Occasional Works – Part One to Twelve and Coda: selection of Ford's comments to Patrick and Teresa Nielsen Hayden's weblog Making Light, with links to context
- 110 Stories, poem written about the September 11, 2001 attacks
- Troy: The Movie, 1994 poem
- Winter Solstice, Camelot Station, 1989 poem
- "As Above, So Below", short story  (in Dragons of Light, ed. Orson Scott Card, Ace Books, 1980)
- "Driving North" Archivado el 8 de julio de 2011 en Wayback Machine., short story written as the script for issue 10 Archivado el 8 de julio de 2011 en Wayback Machine. of Captain Confederacy
- Strange Horizons 2002 interview with Ford
- Patrick Nielsen Hayden's 2001 online interview with Ford (and other inkWELL participants)
- Alex Krislov's 1980s interview with Ford
- Quote from "Playing Scrabble with God", another
- Ford's USENET posts 1994–5, in Google Groups archive

### Sobre Ford
- Teresa Nielsen Hayden: Making Light: John M. Ford, 1957-2006. With links to online works by Ford, articles, weblog posts and memories about him etc.
- Memory of Ford by his aunt Jane (Harley) Starner
- Will Shetterly: An Introduction to John M. Ford
- Neil Gaiman: Introduction to From the End of the Twentieth Century
- Steve Jackson: Daily Illuminator article remembering Ford
- Eric Burns, Websnark: Requiescat in Pace, John M. Ford with discussion of Ford's influence on Klingons in Star Trek
- John Clute: Obituary: John M. Ford, in The Independent
- Andrew Brown: column on London memorial gathering for Ford, in The Guardian
- David Langford: John M Who? SFX December 2006
- Peg Kerr: personal journal entry on the Minneapolis memorial gathering
- The Society for the Preservation of Mike - a LiveJournal community
- Photos tagged "JohnMFord" at Flickr.com
- More links remembering John M. Ford

- Datos: Q328949
- Multimedia: John M. Ford / Q328949